# Eygló Fanndal Sturludóttir
Eygló Fanndal Sturludóttir (Reykjavík, 25 giugno 2001) è una sollevatrice islandese campionessa europea attiva nella categoria dei pesi massimi leggeri (fino a 71 kg.).

## Carriera
Ha cominciato a sollevare pesi nel 2018 dopo aver praticato la ginnastica artistica ed il crossfit.
Nel 2021 ha partecipato alla sua prima grande competizione internazionale a livello senior, i Campionati mondiali di Tashkent, dove si è classificata al 20° posto finale con 202 kg. nel totale.
L'anno seguente ha partecipato al suo primo Campionato europeo, edizione di Tirana 2022, terminando al 9° posto finale con 205 kg. nel totale.
Nel 2024 è giunta al 4° posto finale con 239 kg. nel totale ai Campionati mondiali di Manama.
Nel 2025 è diventata la prima atleta islandese a vincere un titolo europeo nel sollevamento pesi, conquistando la medaglia d'oro ai Campionati europei di Chișinău con 244 kg. nel totale.